# Vučedolduvan

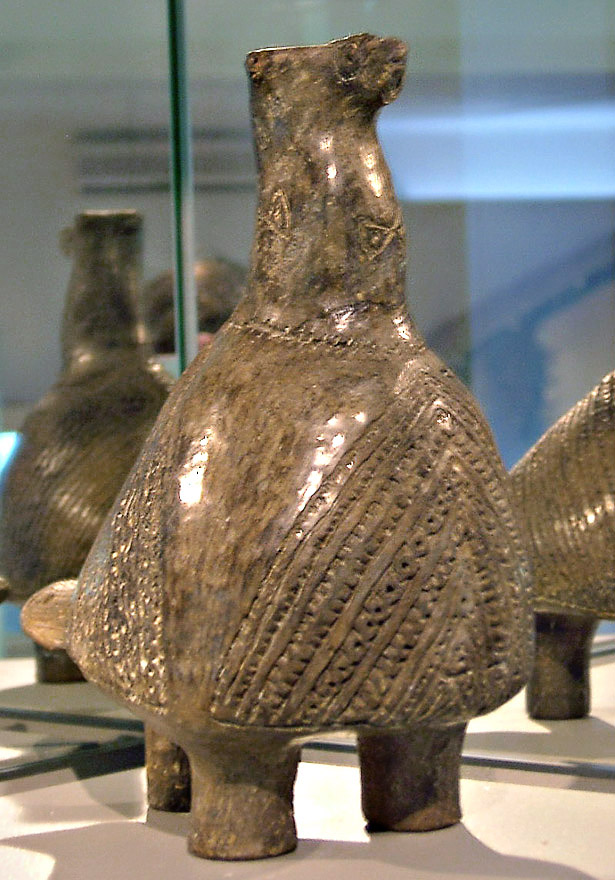
Vučedolduvan

Vučedolduvan (kroatiska: Vučedolska golubica) är ett arkeologiskt keramiskt föremål som 1938 hittades under arkeologiska utgrävningar vid orten Vučedol, fem kilometer från Vukovar i östra Kroatien. Vučedolduvan är daterad till 2800-2400-talet f.Kr. och är en av de viktigaste fynden efter Vučedolkulturen. Lergodset är 19,5 cm högt och utmärkande är de välarbetade ornamenten som täcker dess bröst och vingar. Vučedolduvan är det äldsta föremålet föreställande en duva som hittats i Europa och tros ha haft en religiös betydelse. 
Vučedolduvan är idag en symbol för staden Vukovar och originalet går att se på det Arkeologiska museet i Zagreb.